# Mantilu
Mantilu ist eine osttimoresische Siedlung im Suco Manutaci (Verwaltungsamt Ainaro, Gemeinde Ainaro).

## Geographie und Einrichtungen
Das Dorf Mantilu besteht aus einer losen Gruppe mehrerer Siedlungen im Westen der Aldeia Rae-Buti-Udo, die sich an der Überlandstraße von Ainaro nach Aileu aufreihen. Es liegt in etwa auf einer Meereshöhe von 926 m. Weiter Süden liegt an der Straße das Dorf Poreme (Suco Canudo). Nach Nordosten überquert die Straße die Rae-Buti-Udo-Brücke über den Gourete. Auf der anderen Seite des Flusses befindet sich das Dorf Nuno-Mogue im gleichnamigen Suco. Östlich von Mantilu mündet der Gourete in den Belulik.
In Mantilu steht ein traditionelles Haus (Uma Lisan).